# Oscar-Niemeyer-Haus

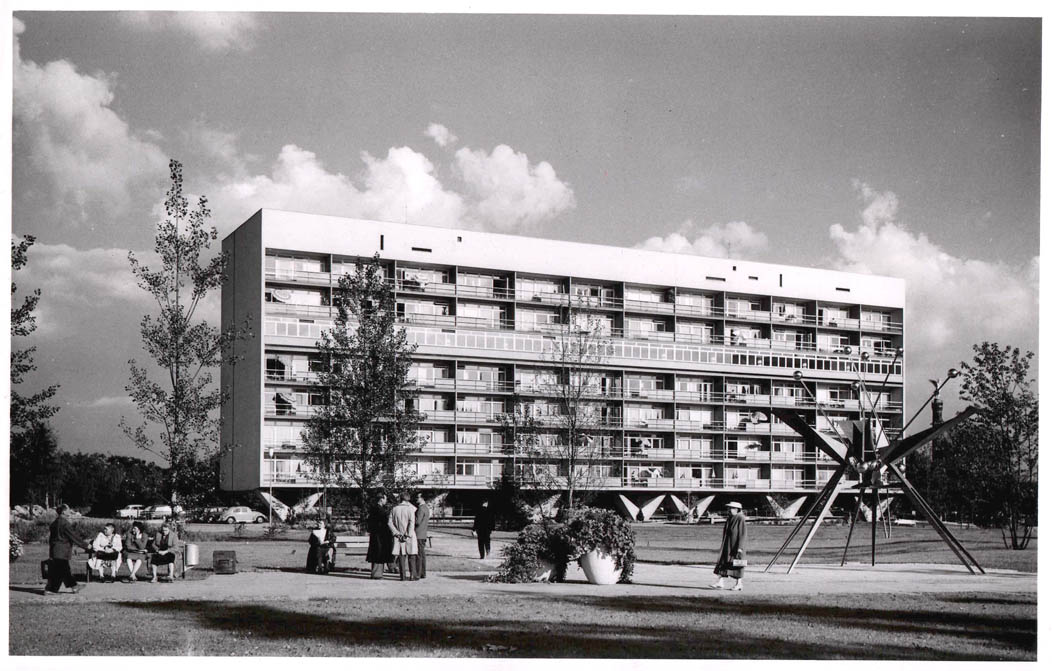
Oscar-Niemeyer-Haus,
Ansicht West-Fassade, um 1958

Das Oscar-Niemeyer-Haus ist ein Wohnhochhaus mit acht Stockwerken und 78 Wohnungen an der Altonaer Straße im Berliner Hansaviertel. Es wurde von Oscar Niemeyer anlässlich der ersten Internationalen Bauausstellung (IBA 1957) entworfen.

## Allgemeines
Das Oscar-Niemeyer-Haus gehört zu den 35 realisierten Objekten der IBA 1957. Die beteiligten Architekten waren ausschließlich Vertreter der dem Neuen Bauen verpflichteten Richtung, darunter Alvar Aalto, Egon Eiermann, Walter Gropius, Arne Jacobsen, Wassili Luckhardt, Max Taut und Le Corbusier u. a.
Fast ausschließlich auf Beton als Baumaterial beruhend, ist das Oscar-Niemeyer-Haus 70 Meter lang, 14 Meter breit und 27 Meter hoch. Etwa sieben Meter hinter dem Gebäude befindet sich ein dreieckiger Aufzugturm für zwei Aufzüge, die jedoch nur in der 5. und 7. Etage halten. Mit dem Aufzug oder über das Treppenhaus gelangt man in die 5. Etage, die auch als Gemeinschaftsetage vorgesehen ist. Im obersten Geschoss befindet sich der Trockenboden.

## Geschichte

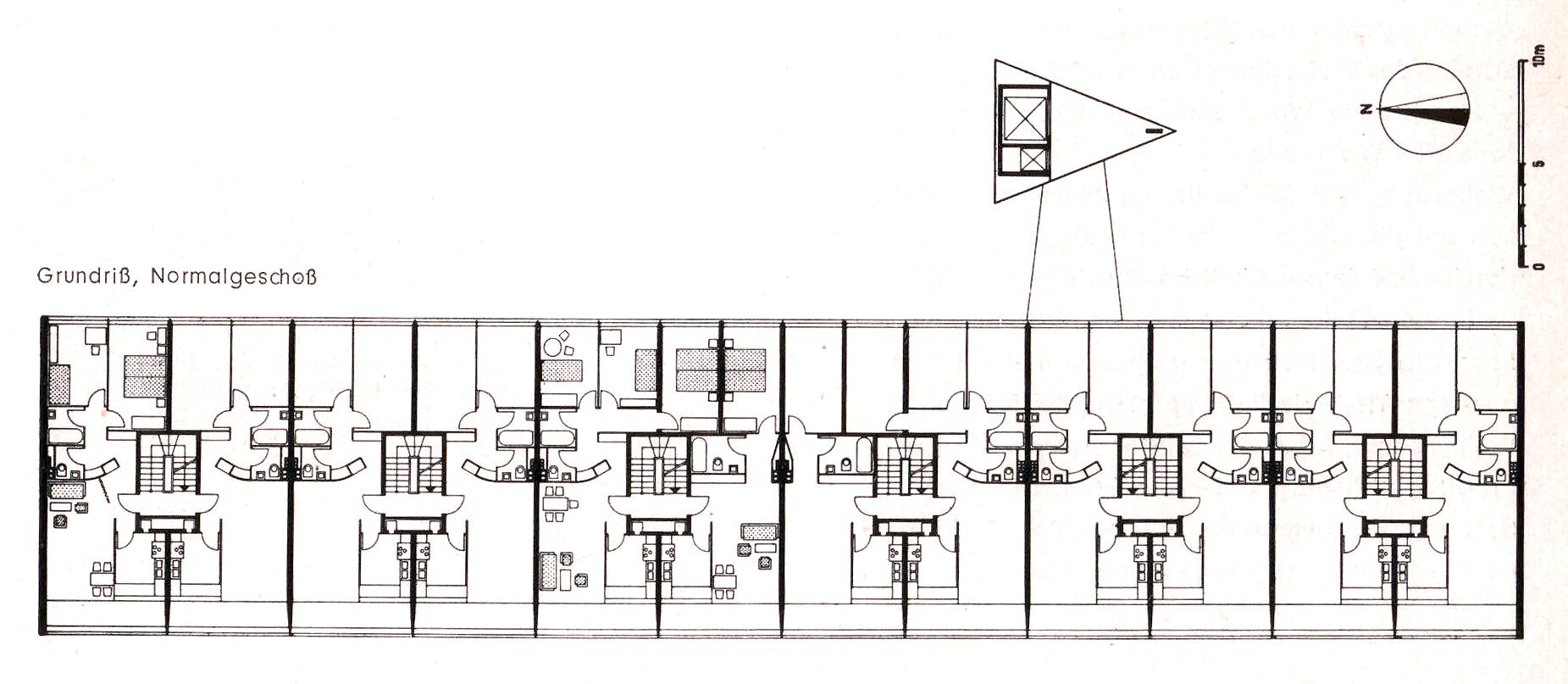
Grundriss

Nach Abschluss des Wettbewerbs um 1953 wurden die Architekten mit der weiteren Planung beauftragt. Zu ihnen gehörten auch die Vertretungsarchitekten in Deutschland Franz-Heinrich Sobotka und Gustav Müller, die Anfang 1955 damit beauftragt wurden, Bauantragszeichnungen nach dem Entwurf von Niemeyer anzufertigen. Nach Prüfung der Pläne durch die Bauverwaltung ließ der damalige Senator für Bau- und Wohnungswesen Rolf Schwedler, mitteilen, dass der Niemeyers-Entwurf so nicht ausgeführt werden könne, weil er nicht den Richtlinien des Wohnungsbaus entspräche. Am 1. August 1955 schrieb Senator Schwedler an Niemeyer: „Der Entwurf hat Eigenarten, die es unmöglich machen, ihn im Rahmen des sozialen Wohnungsbaues zu verwirklichen“. Zur Klärung des weiteren Vorgehens sollte Niemeyer im Frühjahr 1955 nach Berlin eingeladen werden. Nach einer Wirtschaftlichkeitsberechnung vom 27. Juni 1956 wurden die Baukosten des Hauses auf drei Millionen Mark geschätzt (inflationsbereinigt in heutiger Währung: rund 8,9 Mio. Euro). Am 21. August wurde der Bauantrag eingereicht.
Am 28. Juli 1956 erfolgte der Baubeginn, zunächst mit drei verschiedenen Vorschlägen zur Ausführung, im August 1956 begannen die Erdarbeiten und am 23. Mai 1957 erfolgte die Rohbauabnahme. Im Juni 1957 kam die endgültige Bauabnahme. Am 17. Januar 1964 erfolgte die Eintragung im Grundbuch. 
Im Jahr 2002 gelangte das Gebäude in die Insolvenzmasse der Philipp Holzmann AG, ab 2003 wurde es in 78 Eigentumswohnungen aufgeteilt und sukzessive veräußert. Der Bau wurde 1995 als Teilobjekt der Gesamtanlage Hansaviertel in die Denkmalliste unter der Nummer 09050387,T,003 eingetragen.

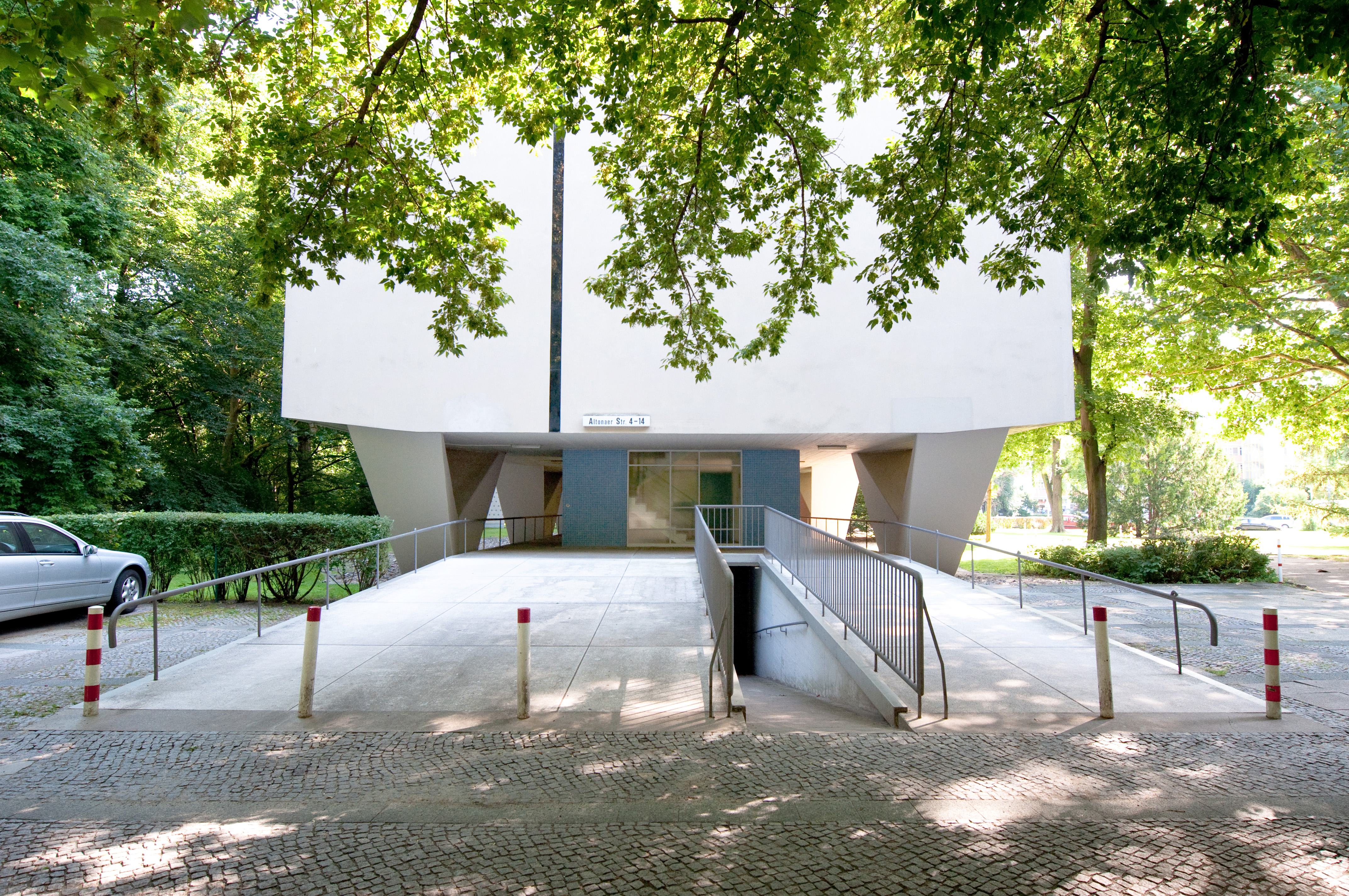
Ansicht Nord-Fassade
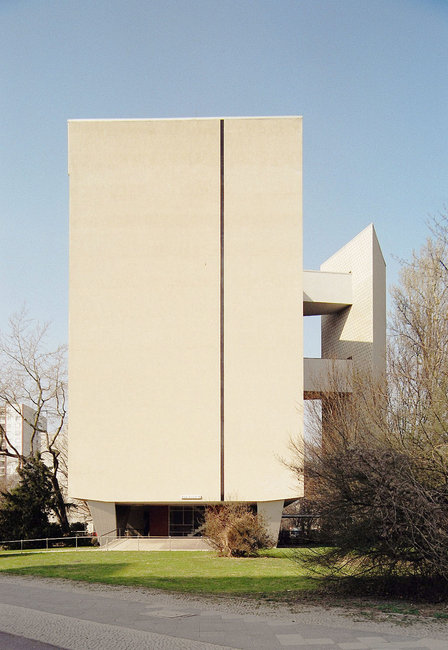
Ansicht Süd-Fassade
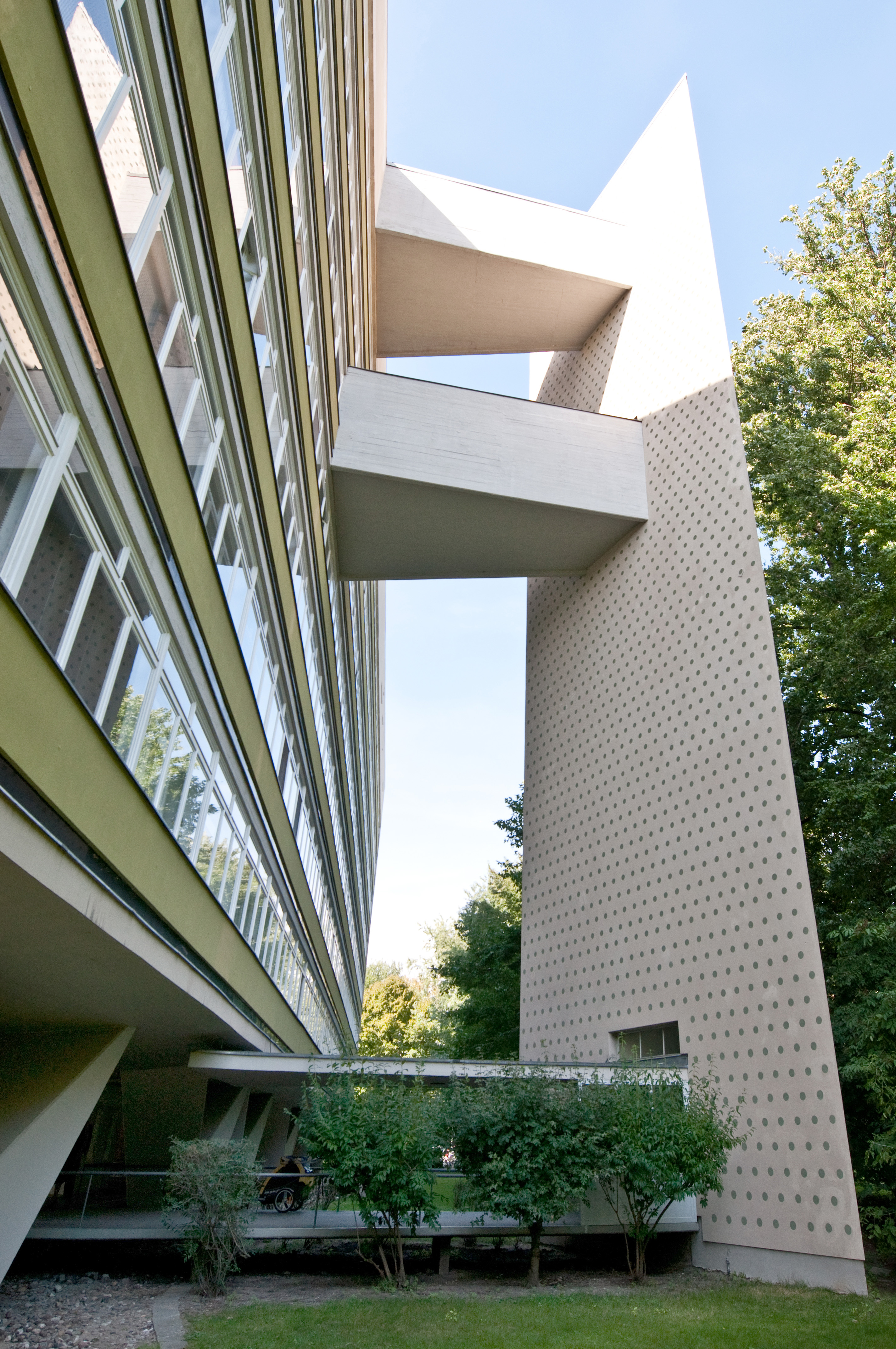
Aufzugsturm